# Качмари (Львовский район)
Качмари (укр. Качмарі) — село в Добросинско-Магеровской сельской общине Львовского района Львовской области Украины.
Население по переписи 2001 года составляло 127 человек. Занимает площадь 10,50 км². Почтовый индекс — 80337. Телефонный код — 3252.